# Formule 1 in 1965
Het Formule 1-seizoen 1965 was het 16de FIA Formula One World Championship seizoen. Het begon op 1 januari en eindigde op 24 oktober na tien races.
Jim Clark domineerde met de Lotus-Climax het seizoen met zes overwinningen en werd voor de tweede keer wereldkampioen.

## Kalender
| GP nr. | Ronde | Grand Prix                 | Circuit                      | Plaats                  | Datum        |
| ------ | ----- | -------------------------- | ---------------------------- | ----------------------- | ------------ |
| 132    | 1     | GP van Zuid-Afrika         | Prince George Circuit        | Oos-Londen              | 1 januari    |
| 133    | 2     | GP van Monaco              | Circuit de Monaco            | Monte Carlo             | 30 mei       |
| 134    | 3     | GP van België              | Circuit de Spa-Francorchamps | Stavelot                | 13 juni      |
| 135    | 4     | GP van Frankrijk           | Circuit de Charade           | Clermont-Ferrand        | 27 juni      |
| 136    | 5     | GP van Groot-Brittannië    | Silverstone Circuit          | Silverstone             | 10 juli      |
| 137    | 6     | GP van Nederland           | Circuit Park Zandvoort       | Zandvoort               | 18 juli      |
| 138    | 7     | GP van Duitsland           | Nürburgring Nordschleife     | Nürburg                 | 1 augustus   |
| 139    | 8     | GP van Italië              | Autodromo Nazionale Monza    | Monza                   | 12 september |
| 140    | 9     | GP van de Verenigde Staten | Watkins Glen International   | Watkins Glen (New York) | 3 oktober    |
| 141    | 10    | GP van Mexico              | Magdalena Mixhuca Circuit    | Mexico-Stad             | 24 oktober   |

Opmerking:

De Grand Prix van Zuid-Afrika stond oorspronkelijk op de kalender gepland voor 26 december 1964 als onderdeel van het seizoen 1964.

### Afgelast
De Grand Prix van Oostenrijk werd afgelast na klachten van teams en coureurs over de ruwe staat van het asfalt op het circuit.
| Ronde | Grand Prix        | Circuit                    | Plaats  | Originele datum |
| ----- | ----------------- | -------------------------- | ------- | --------------- |
| 8     | GP van Oostenrijk | Zeltweg Luchthaven Circuit | Zeltweg | 22 augustus     |

## Resultaten en klassement

### Grands Prix
| Ronde | Grand Prix                 | Poleposition | Snelste ronde | Winnende coureur | Winnende constructeur | Banden | Verslag |
| ----- | -------------------------- | ------------ | ------------- | ---------------- | --------------------- | ------ | ------- |
| 1     | GP van Zuid-Afrika         | Jim Clark    | Jim Clark     | Jim Clark        | Lotus-Climax          | D      | Verslag |
| 2     | GP van Monaco              | Graham Hill  | Graham Hill   | Graham Hill      | BRM                   | D      | Verslag |
| 3     | GP van België              | Graham Hill  | Jim Clark     | Jim Clark        | Lotus-Climax          | D      | Verslag |
| 4     | GP van Frankrijk           | Jim Clark    | Jim Clark     | Jim Clark        | Lotus-Climax          | D      | Verslag |
| 5     | GP van Groot-Brittannië    | Jim Clark    | Graham Hill   | Jim Clark        | Lotus-Climax          | D      | Verslag |
| 6     | GP van Nederland           | Graham Hill  | Jim Clark     | Jim Clark        | Lotus-Climax          | D      | Verslag |
| 7     | GP van Duitsland           | Jim Clark    | Jim Clark     | Jim Clark        | Lotus-Climax          | D      | Verslag |
| 8     | GP van Italië              | Jim Clark    | Jim Clark     | Jackie Stewart   | BRM                   | D      | Verslag |
| 9     | GP van de Verenigde Staten | Graham Hill  | Graham Hill   | Graham Hill      | BRM                   | D      | Verslag |
| 10    | GP van Mexico              | Jim Clark    | Dan Gurney    | Richie Ginther   | Honda                 | G      | Verslag |

### Puntentelling
Punten worden toegekend aan de top zes geklasseerde coureurs. 
| Positie | 01e0 | 02e0 | 03e0 | 04e0 | 05e0 | 06e0 |
| Punten  | 9    | 6    | 4    | 3    | 2    | 1    |

### Klassement bij de coureurs
De zes beste resultaten telden mee voor de eindstand, resultaten die tussen haakjes staan telden daarom niet mee voor het kampioenschap. Bij "Punten" staan de getelde kampioenschapspunten gevolgd door de totaal behaalde punten tussen haakjes.
| Pos.               | Coureur            | ZAF | MON | BEL  | FRA | GBR | NED  | DUI | ITA  | VST | MEX  | Punten  |
| ------------------ | ------------------ | --- | --- | ---- | --- | --- | ---- | --- | ---- | --- | ---- | ------- |
| 1                  | Jim Clark          | 1PS |     | 1S   | 1PS | 1P  | 1S   | 1PS | 10PS | DNF | DNFP | 54      |
| 2                  | Graham Hill        | 3   | 1PS | (5)P | (5) | 2S  | (4)P | 2   | 2    | 1PS | DNF  | 40 (47) |
| 3                  | Jackie Stewart     | (6) | 3   | 2    | 2   | 5   | 2    | DNF | 1    | DNF | DNF  | 33 (34) |
| 4                  | Dan Gurney         | DNF |     | 10   | DNF | 6   | 3    | 3   | 3    | 2   | 2S   | 25      |
| 5                  | John Surtees       | 2   | 4   | DNF  | 3   | 3   | 7    | DNF | DNF  |     |      | 17      |
| 6                  | Lorenzo Bandini    | 15  | 2   | 9    | 8   | DNF | 9    | 6   | 4    | 4   | 8    | 13      |
| 7                  | Richie Ginther     |     | DNF | 6    | DNF | DNF | 6    |     | 14   | 7   | 1    | 11      |
| 8                  | Mike Spence        | 4   |     | 7    | 7   | 4   | 8    | DNF | 11   | DNF | 3    | 10      |
| 9                  | Bruce McLaren      | 5   | 5   | 3    | DNF | 10  | DNF  | DNF | 5    | DNF | DNF  | 10      |
| 10                 | Jack Brabham       | 8   | DNF | 4    |     | DNS |      | 5   |      | 3   | DNF  | 9       |
| 11                 | Denny Hulme        |     | 8   |      | 4   | DNF | 5    | DNF | DNF  |     |      | 5       |
| 12                 | Jo Siffert         | 7   | 6   | 8    | 6   | 9   | 13   | DNF | DNF  | 11  | 4    | 5       |
| 13                 | Jochen Rindt       | DNF | DNQ | 11   | DNF | 14  | DNF  | 4   | 8    | 6   | DNF  | 4       |
| 14                 | Pedro Rodriguez    |     |     |      |     |     |      |     |      | 5   | 7    | 2       |
| 15                 | Ronnie Bucknum     |     | DNF | DNF  | DNF |     |      |     | DNF  | 13  | 5    | 2       |
| 16                 | Richard Attwood    |     | DNF | 14   |     | 13  | 12   |     | 6    | 10  | 6    | 2       |
| 17                 | Jo Bonnier         | DNF | 7   | DNF  | DNF | 7   | DNF  | 7   | 7    | 8   | DNF  | 0       |
| 18                 | Frank Gardner      | 12  | DNF | DNF  |     | 8   | 11   | DNF | DNF  |     |      | 0       |
| 19                 | Masten Gregory     |     |     | DNF  |     | 12  |      | 8   | DNF  |     |      | 0       |
| 20                 | Bob Anderson       | NC  | 9   | DNS  | 9   | DNF | DNF  | DNS |      |     |      | 0       |
| 21                 | Innes Ireland      |     |     | 13   | DNF | DNF | 10   |     | 9    | DNF | DNS  | 0       |
| 22                 | Paul Hawkins       | 9   | 10  |      |     |     |      | DNF |      |     |      | 0       |
| 23                 | Bob Bondurant      |     |     |      |     |     |      |     |      | 9   | DNF  | 0       |
| 24                 | Peter de Klerk     | 10  |     |      |     |     |      |     |      |     |      | 0       |
| 25                 | Ian Raby           |     |     |      |     | 11  |      | DNQ |      |     |      | 0       |
| 26                 | Tony Maggs         | 11  |     |      |     |     |      |     |      |     |      | 0       |
| 27                 | Moisés Solana      |     |     |      |     |     |      |     |      | 12  | DNF  | 0       |
| 28                 | David Prophet      | 12  |     |      |     |     |      |     |      |     |      | 0       |
| 28                 | Lucien Bianchi     |     |     | 12   |     |     |      |     |      |     |      | 0       |
| 28                 | Nino Vaccarella    |     |     |      |     |     |      |     | 12   |     |      | 0       |
| 31                 | Roberto Bussinello |     |     |      |     |     |      | DNQ | 13   |     |      | 0       |
| 32                 | Sam Tingle         | 13  |     |      |     |     |      |     |      |     |      | 0       |
|                    | Chris Amon         |     |     |      | DNF | DNS |      | DNF |      |     |      | 0       |
| John Love          | DNF                |     |     |      |     |     |      |     |      |     | 0    |         |
| Mike Hailwood      |                    | DNF |     |      |     |     |      |     |      |     | 0    |         |
| John Rhodes        |                    |     |     |      | DNF |     |      |     |      |     | 0    |         |
| Gerhard Mitter     |                    |     |     |      |     |     | DNF  |     |      |     | 0    |         |
| Giancarlo Baghetti |                    |     |     |      |     |     |      | DNF |      |     | 0    |         |
| Giacomo Russo      |                    |     |     |      |     |     |      | DNF |      |     | 0    |         |
| Giorgio Bassi      |                    |     |     |      |     |     |      | DNF |      |     | 0    |         |
| Trevor Blokdyk     | DNQ                |     |     |      |     |     |      |     |      |     | 0    |         |
| Doug Serrurier     | DNQ                |     |     |      |     |     |      |     |      |     | 0    |         |
| Neville Lederle    | DNQ                |     |     |      |     |     |      |     |      |     | 0    |         |
| Brausch Niemann    | DNQ                |     |     |      |     |     |      |     |      |     | 0    |         |
| Ernie Pieterse     | DNQ                |     |     |      |     |     |      |     |      |     | 0    |         |
| Alan Rollinson     |                    |     |     |      | DNQ |     |      |     |      |     | 0    |         |
| Brian Gubby        |                    |     |     |      | DNQ |     |      |     |      |     | 0    |         |
| Jackie Pretorius   | DNPQ               |     |     |      |     |     |      |     |      |     | 0    |         |
| Clive Puzey        | DNPQ               |     |     |      |     |     |      |     |      |     | 0    |         |
| Dave Charlton      | DNPQ               |     |     |      |     |     |      |     |      |     | 0    |         |
| Pos.               | Coureur            | ZAF | MON | BEL  | FRA | GBR | NED  | DUI | ITA  | VST | MEX  | Punten  |

| Resultaat                      |
| ------------------------------ |
| Winnaar                        |
| Tweede plaats                  |
| Derde plaats                   |
| Gefinisht (punten)             |
| Gefinisht (geen punten)        |
| Niet geklasseerd (NC)          |
| Uitgevallen (DNF)              |
| Niet gekwalificeerd (DNQ)      |
| Niet gepre-kwalificeerd (DNPQ) |
| Gediskwalificeerd (DSQ)        |
| Niet gestart (DNS)             |
| Gewond (INJ)                   |
| Uitgesloten (EX)               |
| Teruggetrokken (WD)            |
| Niet deelgenomen (blanco cel)  |
| P Pole position                |
| S Snelste ronde                |

### Klassement bij de constructeurs
Per race telt alleen het beste resultaat mee per constructeur.
De zes beste resultaten telden mee voor de eindstand, resultaten die tussen haakjes staan telden daarom niet mee voor het kampioenschap. Bij "Punten" staan getelde kampioenschapspunten gevolgd door de totaal behaalde punten tussen haakjes.
| Pos.       | Constructeur   | ZAF | MON | BEL | FRA | GBR | NED  | DUI | ITA  | VST | MEX  | Punten  |
| ---------- | -------------- | --- | --- | --- | --- | --- | ---- | --- | ---- | --- | ---- | ------- |
| 1          | Lotus-Climax   | 1PS | 10  | 1S  | 1PS | 1P  | 1S   | 1PS | 10PS | 12  | (3)P | 54 (58) |
| 2          | BRM            | (3) | 1PS | 2P  | 2   | 2S  | (2)P | (2) | 1    | 1PS | DNF  | 45 (61) |
| 3          | Brabham-Climax | 8   | 7   | 4   | (4) | (6) | 3    | 3   | 3    | 2   | 2S   | 27 (31) |
| 4          | Ferrari        | 2   | 2   | 9   | 3   | 3   | 7    | (6) | 4    | 4   | 7    | 26 (27) |
| 5          | Cooper-Climax  | 5   | 5   | 3   | DNF | 10  | DNF  | 4   | 5    | 6   | DNF  | 14      |
| 6          | Honda          |     | DNF | 6   | DNF | DNF | 6    |     | 14   | 7   | 1    | 11      |
| 7          | Brabham-BRM    | 7   | 6   | 8   | 6   | 8   | 11   | DNF | DNF  | 11  | 4    | 5       |
| 8          | Lotus-BRM      | 11  | DNF | 13  | DNF | 13  | 10   | DNF | 6    | 10  | 6    | 2       |
| 9          | Brabham-Ford   | 9   |     |     |     |     |      |     |      |     |      | 0       |
| 10         | Alfa Romeo     | 10  |     |     |     |     |      |     |      |     |      | 0       |
| 11         | LDS-Alfa Romeo | 13  |     |     |     |     |      |     |      |     |      | 0       |
|            | Cooper-Ford    | DNQ |     |     |     | DNS |      |     |      |     |      | 0       |
| LDS-Climax | DNQ            |     |     |     |     |     |      |     |      |     | 0    |         |
| Lotus-Ford | DNQ            |     |     |     |     |     |      |     |      |     | 0    |         |
| Pos.       | Constructeur   | ZAF | MON | BEL | FRA | GBR | NED  | DUI | ITA  | VST | MEX  | Punten  |

| Resultaat                       |
| ------------------------------- |
| Winnaar                         |
| Tweede plaats                   |
| Derde plaats                    |
| Gefinisht (punten behaald)      |
| Gefinisht (geen punten behaald) |
| Niet geklasseerd (NC)           |
| Uitgevallen (DNF)               |
| Niet gekwalificeerd (DNQ)       |
| Gediskwalificeerd (DSQ)         |
| Niet gestart (DNS)              |
| Gewond (INJ)                    |
| Uitgesloten (EX)                |
| Teruggetrokken (WD)             |
| Niet deelgenomen (blanco cel)   |
| P Pole position                 |
| S Snelste ronde                 |

1950 · 1951 · 1952 · 1953 · 1954 · 1955 · 1956 · 1957 · 1958 · 1959 · 1960 · 1961 · 1962 · 1963 · 1964 · 1965 · 1966 · 1967 · 1968 · 1969 · 1970 · 1971 · 1972 · 1973 · 1974 · 1975 · 1976 · 1977 · 1978 · 1979 · 1980 · 1981 · 1982 · 1983 · 1984 · 1985 · 1986 · 1987 · 1988 · 1989 · 1990 · 1991 · 1992 · 1993 · 1994 · 1995 · 1996 · 1997 · 1998 · 1999 · 2000 · 2001 · 2002 · 2003 · 2004 · 2005 · 2006 · 2007 · 2008 · 2009 · 2010 · 2011 · 2012 · 2013 · 2014 · 2015 · 2016 · 2017 · 2018 · 2019 · 2020 · 2021 · 2022 · 2023 · 2024 · 2025 · 2026 
 Lijst van Formule 1 Grand Prix-wedstrijden